# Jacobina do Piauí
Jacobina do Piauí é um município brasileiro localizado no interior do estado do Piauí situado na região do Alto Médio Canidé. Sua população estimada em 2010 foi de 5.719 habitantes (112 habitantes a menos que 2009).[2] Ocupa uma área de 1.453,0 km km², o que resulta numa densidade demográfica de 3,94 hab/km².

## História
Com a construção da BR-407 finalizada em 1970 e alargada em 1973 atraiu pessoas para morarem as margens da nova BR onde antes só existia caatingas. Antes da construcão a dois quilômetros da BR (onde hoje está situado o centro da cidade) existia uma casa de taipa do Sr. Vicente Valente, onde se vendia cachaça para os transeuntes que moravam em lugares mais remotos e que possivelmente faziam transações comerciais na cidade de Paulistana. Posteriormente, próximo a casa do Sr. Valente, o Sr. Delmiro começou a vender cereais e depois migrou para uma farmácia. 
Entre os primeiro moradores também estava o Sr. Julio Bastião e Adonias.
Durante a construção da BR, construíram um posto de gasolina próximo à via e depois outras pessoas começaram a construir casas às margens da BR. Entre eles o Sr. Antonio Vivinho, juntamente com sua esposa Selvina e Dutra, ambos já falecidos. Além de de um Sr. conhecido como Manoel Doutor.

## Geografia
Localiza-se a uma latitude 07º56'07" sul e a uma longitude 41º12'36" oeste, estando a uma altitude de 0 metros

## Vias de acesso para outras cidades
Por Jacobina - PI se localizar na BR 407 (rodovia que se inicia em Vitória da conquista na Bahia, corta o estado do Pernambuco via Petrolina - PE e finaliza em Picos - PI ) é uma cidade com acesso fácil, principalmente pela qualidade da rodovia.